# Kamena Gorica
Kamena Gorica – wieś w Chorwacji, w żupanii varażdińskiej, w mieście Novi Marof. W 2011 roku liczyła 232 mieszkańców.